# Newark, New Jersey
Newark là thành phố lớn nhất của tiểu bang New Jersey, quận lỵ của Quận Essex. Newark có dân số 281.402, đây là thành phố tự trị lớn nhất ở New Jersey và là thành phố có dân số lớn thứ 65 ở Mỹ. Newark là nơi đặt trụ sở của vài tập đoàn lớn, trong đó có Prudential Financial.

## Liên kết
- The City of Newark, New Jersey Lưu trữ ngày 30 tháng 5 năm 1997 tại Wayback Machine
- A guide to downtown buildings in Newark Lưu trữ ngày 5 tháng 8 năm 2011 tại Wayback Machine produced by The Star-Ledger
- 1911 Britannica article
- Go Newark Lưu trữ ngày 16 tháng 12 năm 2010 tại Wayback Machine - Guide to news, culture, history, and leisure activities in and around Newark.
- Map of Newark Lưu trữ ngày 1 tháng 11 năm 2006 tại Wayback Machine
- "The Once and Future Newark" film Lưu trữ ngày 4 tháng 1 năm 2011 tại Wayback Machine
- Revolution '67Lưu trữ ngày 3 tháng 9 năm 2009 tại Wayback Machine - Documentary about the Newark, New Jersey race riots of 1967
- "Newark: A Brief History" Lưu trữ ngày 18 tháng 4 năm 2009 tại Wayback Machine on PBS website
- "A Walk Through Newark"
- Newarkology Website
- Old Newark
- US Census Bureau - Newark - QuickFacts Lưu trữ ngày 13 tháng 3 năm 2005 tại Wayback Machine
- The Daily Newarker blog Lưu trữ ngày 26 tháng 1 năm 2011 tại Wayback Machine
- Brazilian Community in New Jersey Lưu trữ ngày 20 tháng 1 năm 2007 tại Wayback Machine
- Unified Vailsburg Service Organization www.uvso.org UVSO is a community development non-profit serving the Vailsburg section of Newark (West Ward)
- Newark New Jersey Guide Lưu trữ ngày 30 tháng 11 năm 2010 tại Wayback Machine